# بیورن زیگنبین
بیورن زیگنبین (انگلیسی: Björn Ziegenbein؛ زادهٔ ۳۰ آوریل ۱۹۸۶) بازیکن فوتبال اهل آلمان است.
از باشگاه‌هایی که در آن بازی کرده‌است می‌توان به باشگاه فوتبال هالشر، باشگاه فوتبال مونیخ ۱۸۶۰، باشگاه فوتبال هانزا روستوک، و باشگاه فوتبال وهن ویسبادن اشاره کرد.
وی همچنین در تیم‌های ملی فوتبال جوانان آلمان، زیر ۲۰ سال آلمان، و زیر ۲۱ سال آلمان بازی کرده‌است.